# Oribotritia fennica
Oribotritia fennica är en kvalsterart som beskrevs av Forsslund och Johann Christian Friedrich Märkel 1963. Oribotritia fennica ingår i släktet Oribotritia och familjen Oribotritiidae. Inga underarter finns listade i Catalogue of Life.